# تستسة
التستسة ظاهرة صوتية حديثة وهي قلب حرف الكاف إلى «تس» مدغمة، نحو: تسلب(كلب)، راتسب(راكب)، علتس(علك). وتختلف عن الكسكسة إذ إن الكسكسة قلب كاف المخاطبة فقط. وهذه الظاهرة مسموعة في شمال نجد، خصوصًا في اللهجة القصيمية واللهجة الحائلية، واللهجات التي تقع شمالهما جغرافيًا.
موقع صحيفة الوسط البحرينية يشرح معنى التستسة 

## تاريخ المصطلح
سكَّ هذا المصطلح مجمع اللغة العربية الافتراضي في قراره السابع عشر، وكان بتاريخ سبعة حزيران 2015

## مثال حي على الظاهرة
- قصيدة واكبدي لعبد العزيز الرشيد